# Na Perštýně
Ulice Na Perštýně (německy Am Bergstein) je situována v jižní části Starého Města pražského a probíhá přibližně severojižním směrem jako spojnice Husovy a Spálené. Název ulice je odvozen od původně Perštejnského domu či domu Na Perštejně (Na Perštýně 344/5), který od roku 1524 vlastnil Jiřík Kasík z Pernštejna.
Ulice je vyústěním raně středověkých komunikací od bývalých vltavských brodů a později mostu směřujících k Vyšehradu a dalším osadám v prostoru později založeného Nového Města. Při křižovatce s Národní probíhala od 13. století hradba Starého Města pražského, ve které byla vložena důležitá Martinská brána (pojmenovaná po nedalekém kostele sv. Martina ve zdi, kolem kterého se před založením Starého Města rozkládala důležitá osada Újezd svatého Martina), zvaná též Zderazská (podle někdejší osady Zderaz).

## Zástavba

### Západní, levá strana
Od Národní ulice:
- 1–3 (Národní 29), čp. 342/I., původně Braunerův dům s kavárnou Union v přízemí; 1965–1969 novostavba Dům dětské knihy a sídlo Státního nakladatelství dětské knihy, později přejmenovaného na Nakladatelství Albatros; architekti Stanislav Franc, Luděk Hanf a Jan Nováček; nyní sídlo pobočky České spořitelny
- 5, čp. 344/I, Dům U Herzogů, Pernštejnský dům, též U brány Zderazské.[1] Gotický dům s klenutými sklepy se poprvé připomíná roku 1398. V první polovině 16. století byl majitelem Jiří Kasík z Pernštejna, po němž má ulice jméno. V letech 1833–1836 byl dům radikálně přestavěn podle návrhu Jana Kristiána Vítka. Později byl interiér přízemí propojen na restauraci s vedlejším domem čp. 345 U medvídků a po roce 1990 na fasádě chybně označen U medvídků.
- 7, čp. 345/I. U Medvídků. Gotický dům s původními klenbami v suterénu, byl přestavěn kolem roku 1614 a v 19. století pro hostinec U Nedwidků. V nadpraží bosovaného renesančního portálu se dochovalo domovní znamení: dva černí medvědi s nápisem Zde slowe od starodawna U Nedwidku a letopočet 1614.
- 9, čp. 346/I., pracoviště Policie České republiky.
- 11 (Bartolomějská 14), čp. 347/I. Kancelářská budova (Dům odborů) ve stylu kubismu z let 1920–1922. Architekt Alois Dryák.[2]

Od Bartolomějské ulice:

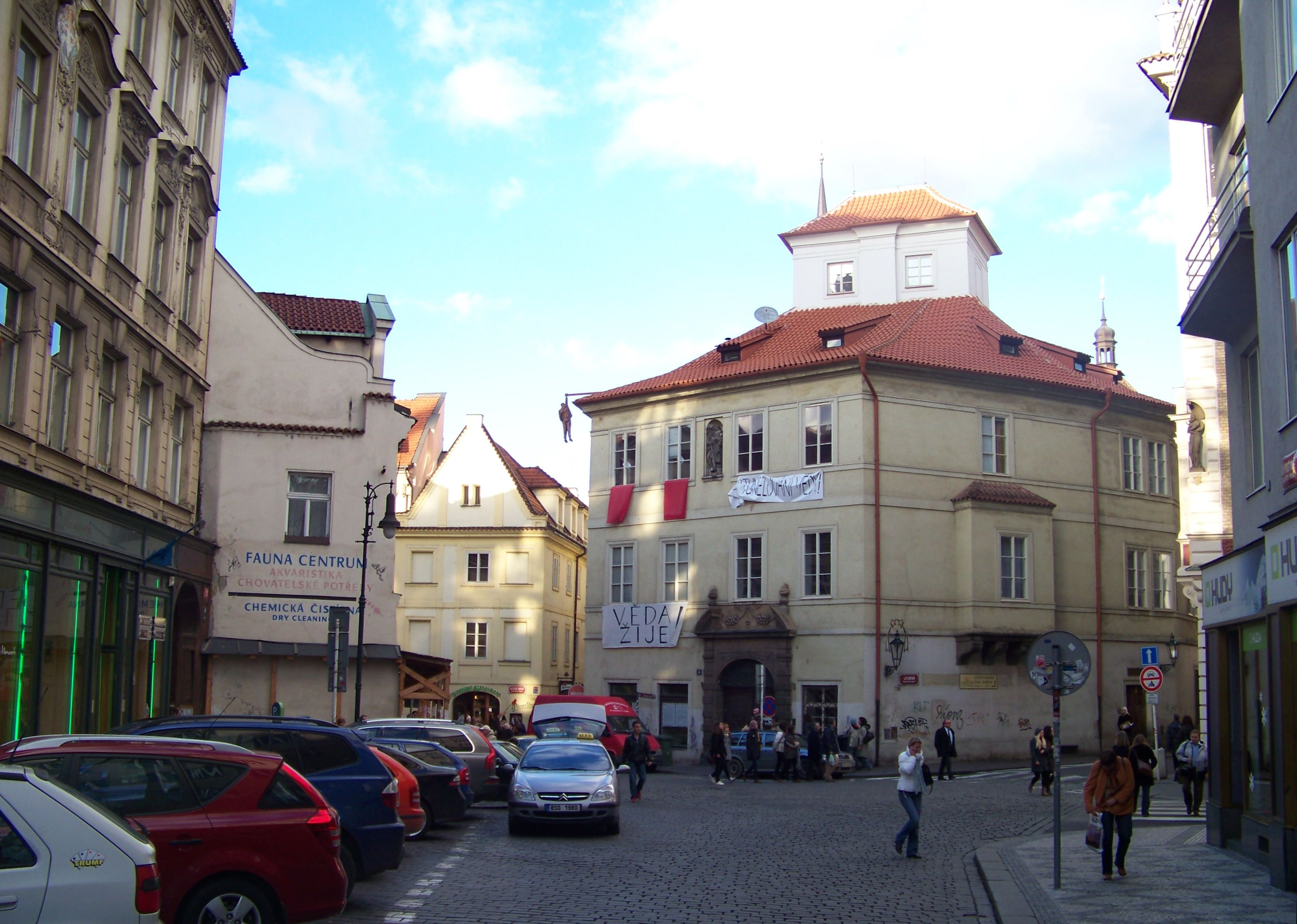
Severní zakončení ulice Na Perštýně v Praze s vyústěním Husovy (vlevo) a Jilské ulice

- 13 (Bartolomějská 13, Průchodní 2), čp. 309/I. Dům U Starých Šedivých, U Kasírů. Středověký dům přestavěný barokně a částečně klasicistně.
- 15, čp. 349/I. Dům U Zlatého hroznu. Eklektická novostavba z let 1901–1902. Architekt Vratislav Pasovský.
- 17 (Betlémské nám. 7), čp. 350/I. Dům U Šedivých, U Mladších Šedivých. Stavba románského původu, přestavěná goticky, renesančně a barokně, v 19. století upravena klasicistně.[3]

### Východní, pravá strana
Od Národní:
- 2 (Národní 31), čp. 362/I.

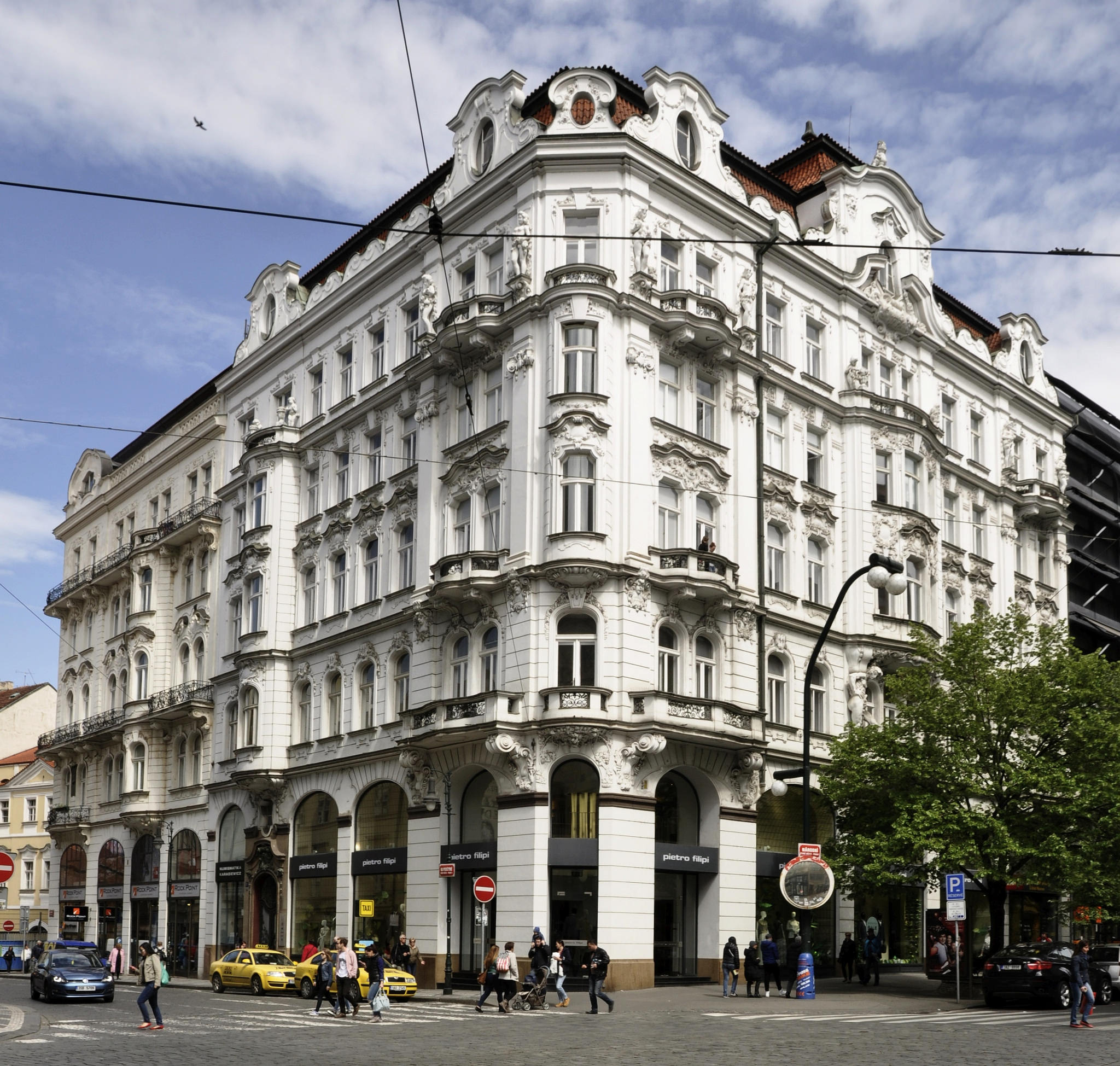
Nároží Národní třídy a ulice Na Perštýně v Praze s domem čp. 362/I

- 4 (Martinská 2), čp. 360/I. Novobarokní nájemní bytový dům z let 1905–1906. Architekt Otakar Bureš.

Od Martinské:
- 6 (Martinská 1), čp. 359/I. Dům U Modrého kola, U Zázvorků. Středověký dům upravil v roce 1794 architekt Ignác Jan Nepomuk Palliardi.[4]
- 8, čp. 358/I. Dům U Sedmi stříbrných hvězd, U Sedmi hvězd.[5] Raně barokní dům v klasicistní úpravě z roku 1868. Architekt Antonín Vondráček.
- 10, čp. 357/I. Dům U Zlatého anděla, U Zatočila, Nesybovský dům. Poslední přestavba 1848, architekt Antonín Hellmich.
- 12, čp. 356/I. Purkrabský pivovar.
- 14 (Skořepka 2), čp. 355/I., konstruktivistický dům z let 1928–1930; architekt Oldřich Tyl.

Od Skořepky:
- 16 (Skořepka 1, Jilská 2), čp. 527/I. Dům U Mladých Goliášů, Bechyňovský. Novorenesanční novostavba, 1889. Architekti Antonín Wiehl a Karel Gemperle.

Od Jilské:
- 18 (Jilská 1, Husova 2), čp. 352/I. Dům U Sladkých, U Krtkovců. Původem středověká stavba přestavěna zejména v baroku a v 19. století.